# Guristaja
Guristaja (ryska: Гуристая) är ett vattendrag i Belarus.   Det ligger i voblasten Homels voblast, i den centrala delen av landet, 220 km söder om huvudstaden Minsk.
I omgivningarna runt Guristaja växer i huvudsak blandskog. Runt Guristaja är det glesbefolkat, med 9 invånare per kvadratkilometer.